# Aday Benítez
Francisco Aday Benítez Caraballo, dit Aday, né le 16 décembre 1987 à Sentmenat, est un footballeur espagnol qui évoluait au poste d'ailier avant de devenir entraîneur.

## Biographie
Aday Benítez joue plus de 100 matchs en deuxième division espagnole entre 2013 et 2017. Il découvre la première division lors de la saison 2017-2018.

## Palmarès
- Vice-champion d'Espagne de D2 en 2017 avec le Girona FC